# Мала хидроелектрана Вучје
Мала хидроелектрана Вучје или МХЕ Вучје је друга по старости хидроелектрана у Србији која се налази неколико километара изнад места Вучје код Лесковца и саграђена је 1903. године на реци Вучјанци. Како је електрана удаљена од Лесковца 17 км, изграђен је далековод за електрификацију града, први у Краљевини Србији.

## Историја
Професор Ђорђе Станојевић, родоначелник електрификације у Краљевини Србији, пријатељ Николе Тесле и поборник његових изума, одабрао је кањон Вучјанке за изградњу „фабрике за електрику“, уз следеће образложење: 
| „ | Водопад који у себи највише снаге има без сумње је водопад Вучјанског потока близу села Вучје, око 17 километара далеко од Лесковца. На том месту вода пада у неколико скокова, који нису далеко један од другога и носе разне називе: Дев Казан, Ђокин Вир итд., Са висине веше од 100 метара. По жељи неколико угледних грађана Лесковчана простудирао сам питање о доводу те снаге у Лесковац и нашао да би се оно на сразмерно лак начин могло извести... | ” |

Хидроелектрана Вучје подигнута је новцем 168 акционара „Лесковачког електричног друштва“, и по својој прилици отворена на Дан ослобођења Лесковца од турске окупације, чиме је мала варошица на југу Србије Вучје и Лесковац са својим фабрикама (онога времена) добио струју. Опрема, у коју спада и први далековод у Краљевини Србији — од Вучја до Лесковца (16 км) — купљена је за 152.700 динара у злату од немачке фирме „Сименс-Халске“, а градња је поверена Јосифу Гранжану, пореклом из Великог Бечкерека. Хидроелектрана захвата воду из реке каналом дугим око километар (980 м), делимично уклесаним у високе неприступачне стене. На овој хидроелектрани је током Другог светског рата извршена диверзија.
ХЕ Вучје, почела је свој рад , 11. децембра 1903. године по старом, односно 24. децембра по новом календару, а тај датум није случајно одабран, јер је истога дана 1877. године Лесковац ослобођен од Турака. ХЕ је почела рад са 2 хидроагрегата марке SIEMENS&HALSKE од по 139 kW, a 1931. године пуштен је у рад и трећи хидроагрегат шведске марке ASEA од 800 kW, тако да је ова електрана добила укупну инсталисану снагу нешто већу од 1 MW.
Ова електрана је била у време изградње трећа у Србији али је била много јача по количини електричне енергије коју је тада испоручивала Лесковачкој индустрији. Она је била прва електрана у Србији за коју је изграђен  до тада највећи далековод напонског нивоа од 7 KV у дужини од 17 километара, од Вучја до Лесковца.
Данас је ХЕ Вучје у систему Електропривреде Србије и производи око четири милиона киловат-часова струје годишње.

## Заштита
И поред тога што је МХЕ Вучје ради више од 100 година, она је тек 2005. године постала део светске баштине из историје електротехнике. Наиме, извршни комитет највећег светског удружења инжињера из области електротехнике, електронике, телекомуникација и сродних области (IEEE – Institute of Electrical and Electronics Engireers) одлучио је да се ова електрана укључи у листу објеката, проналазака и достигнућа од општег значаја за развој и историју електротехнике у свету.

## Споменик културе
Влада Републике Србије прогласила је малу хидроелектрану "Сићево" код Ниша, као и хидроелектрану "Вучје" код Лесковца за споменике културе. Ово практично значи да је држава дужна да брине о њима и да је забрањено да на било који начин оштете или униште. Статус културног добра омогућиће туристичку промоцију саме хидроелектране. Поред тога биће занимљива за студенте и средњошколце, да виде како се у прошлом веку производила струја.